# Battlefield Heroes
 (août 2011).
Si vous disposez d'ouvrages ou d'articles de référence ou si vous connaissez des sites web de qualité traitant du thème abordé ici, merci de compléter l'article en donnant les références utiles à sa vérifiabilité et en les liant à la section « Notes et références ».
Battlefield Heroes est un jeu de tir à la troisième personne en multijoueur orienté sur le jeu d'équipe, disponible  en ligne depuis 2009. Le jeu est développé par DICE et édité par Electronic Arts. Ce jeu aux graphismes cartoon est basé sur le modèle économique free-to-play et est financé par le micropaiement.
Les mises à jour du jeu sont stoppées au cours de l'année 2014, et les serveurs ont fermé le 14 juillet 2015.
Le jeu est relancé en 2017 par des développeurs indépendants d'Electronic Arts. Cette réouverture est attaquée par EA, qui fait fermer les serveurs d’un groupe de développeurs. Néanmoins, le jeu reste disponible (Rising Hub, Phoenix, Remake...).

## Système de jeu
Chaque compte joueur permet de créer trois héros, avec la possibilité d'acheter jusqu'à 12 emplacements supplémentaires pour créer des héros supplémentaires contre l'achat de funds. Le joueur choisit de manière définitive une faction et une classe. Le jeu oppose deux factions : l'armée Nationale et l'armée Royale (qui ressemble beaucoup aux alliances de la seconde guerre mondiale) sur des cartes de dimensions plus réduites que sur les autres opus de la série Battlefield. Les joueurs de la National Army commencent d'un côté, et les joueurs de la Royal Army de l'autre.
Les modes de jeu sont les suivants :
- Match à mort par équipe, qui consiste à éliminer un certain nombre d'ennemis pour remporter la partie ;
- Héros de la Colline, qui consiste à protéger une fusée, et attendre quelques minutes le temps que celle-ci puisse décoller
- Capture du Drapeau, qui consiste à prendre le drapeau ennemi et le ramener au camp allié ;
- Didacticiel, enseigne les bases, la conduite des véhicules et vous entrainent au tir ;

### Classes
- Commando : Le Commando a une faible santé comparée aux autres classes. Il est rapide et a l'habilité spéciale de devenir invisible. Deux sortes de combat, à distance avec le fusil de précision ou alors avec un couteau pour un combat rapproché.
- Soldat : Le soldat est un compromis entre les pouvoirs du commando et la puissance de feu de l'artilleur. Le soldat se déplace un peu plus lentement que le commando et plus rapidement que l'artilleur. Rôle de soutien et de soigneur.
- Artilleur : La destruction de masse et l'esprit de sacrifice. L'artilleur se déplace plus lentement que les autres soldats et porte une arme lourde du style de la mitrailleuse. Il dispose d'une majorité de points de vie. Tankeur du groupe, permet de faire des dégâts et d'occuper les ennemis.

### Véhicules
Le jeu permet de prendre les commandes de cinq types de véhicules :
- Les jeeps ;
- Les tanks ;
- Les avions ;
- Les bateaux (uniquement sur « Invasion Intérieure », ici des chaloupes de débarquement) ;
- Les hélicoptères (disponibles en widgets et sur certaines cartes: "Atoll Fatal" "Baie de Pirates" et "Affichage coucher de soleil" en mode match à mort).

### Cartes
On compte 11 cartes de champs de bataille de nuit comme de jour très différentes et optimisées pour toutes les classes, certaines comptent des véhicules. Les niveaux incluent des éléments naturels (arbres, rochers, mer, etc.) et saisonniers (neige et Halloween).

## Apparence des personnages
Il y a différentes possibilités de création pour les personnages. Celles-ci ne peuvent être modifiées, sauf en payant avec des funds (la monnaie virtuelle).